# USS Coghlan (DD-606)
USS Coghlan (DD-606) là một tàu khu trục thuộc lớp Benson của Hải quân Hoa Kỳ đã phục vụ trong suốt Chiến tranh Thế giới thứ hai. Nó là chiếc tàu chiến thứ hai của Hải quân Hoa Kỳ được đặt tên theo Chuẩn đô đốc Joseph Coghlan (1844-1908), người tham gia cuộc Nội chiến Hoa Kỳ và cuộc Chiến tranh Tây Ban Nha-Hoa Kỳ.

## Thiết kế và chế tạo
Coghlan được đặt lườn tại chi nhánh xưởng tàu của hãng Bethlehem Shipbuilding Corporation ở San Francisco, California vào ngày 28 tháng 3 năm 1941. Nó được hạ thủy vào ngày 12 tháng 2 năm 1942; được đỡ đầu bởi bà G. Coghlan, và được cho nhập biên chế vào ngày 10 tháng 7 năm 1942 dưới quyền chỉ huy của Hạm trưởng, Thiếu tá Hải quân B. F. Tompkins.

## Lịch sử hoạt động

### 1942-1943
Vào ngày 22 tháng 9 năm 1942, Coghlan rời San Francisco đi sang Trân Châu Cảng, rồi tiếp tục đi lên phía Bắc, đi đến Kodiak, Alaska vào ngày 13 tháng 10 làm nhiệm vụ tuần tra và hộ tống. Nó đã hỗ trợ cho việc đổ bộ binh lính Lục quân lên Amchatka vào ngày 12 tháng 1 năm 1943, và tham gia bắn phá quần đảo Gibson ở lối ra vào cảng Chichagof vào ngày 18 tháng 2. Đến ngày 20 tháng 2, nó giúp vào việc đánh chìm một tàu buôn Nhật. Vào ngày 15 tháng 3, nó rời Dutch Harbor, Alaska cùng một lực lượng để tuần tra ngăn chặn tàu bè đối phương về phía Tây và Nam đảo Kiska, ngăn ngừa việc tiếp tế cho lực lượng đồn trú trên đảo Attu. Vào ngày 26 tháng 3, lực lượng của nó đã đẩy lui một lực lượng tàu nổi Nhật Bản mạnh hơn trong Trận chiến quần đảo Komandorski, nơi nó đã hộ tống cho tàu tuần dương hạng nhẹ Richmond và thả màn khói bảo vệ tàu tuần dương hạng nặng Salt Lake City. Nó bắn phá các cảng Holtz và Chichagof vào ngày 26 tháng 4; rồi cùng với đội hỗ trợ phía Nam bảo vệ cho cuộc đổ bộ lên Attu từ ngày 11 tháng 5 đến ngày 2 tháng 6. Sau khi được đại tu tại San Francisco trong tháng 7, chiếc tàu khu trục quay trở lại Adak vào ngày 13 tháng 8, và tuần tra trong hai tuần lễ tiếp theo tại khu vực quần đảo Aleut.
Coghlan khởi hành đi Trân Châu Cảng vào ngày 25 tháng 8 và đến nơi vào ngày 1 tháng 9. Sau khi tham gia cuộc bắn phá các đảo Baker và Tarawa từ ngày 15 đến ngày 17 tháng 9 và đảo Wake vào ngày 5 tháng 10, nó được tiếp liệu tại Trân Châu Cảng trước khi khởi hành vào ngày 31 tháng 10 để hộ tống và bảo vệ cho cuộc tấn công chiếm đóng quần đảo Gilbert. Nó quay trở về Trân Châu Cảng vào ngày 11 tháng 12.

### 1944
Coghlan khởi hành từ Trân Châu Cảng vào ngày 22 tháng 1 năm 1944 để hộ tống các tàu sân bay, làm nhiệm vụ bảo vệ trên không choc uộc đổ bộ lên quần đảo Marshall. Nó hộ tống các tàu vận tải quay trở về Trân Châu Cảng, và được đại tu tại đây từ ngày 8 tháng 3. Chuyến đi tiếp theo của nó và ngày 14 tháng 4 là nhằm hộ tống một tàu sân bay đi Majuro, và quay trở về Trân Châu Cảng vào ngày 22 tháng 4. Đến ngày 24 tháng 5, nó lên đường đi Eniwetok, nơi nó gia nhập lực lượng hộ tống một đoàn tàu đổ bộ, rồi lên đường cho cuộc tấn công lên Saipan vào ngày 15 tháng 6. Nó tham gia bắn pháo hỗ trợ và tuần tra ngoài khơi hòn đảo cho đến ngày 23 tháng 6. Sau khi được tiếp liệu tại Eniwetok, nó quay trở lại Saipan vào ngày 17 tháng 7 hỗ trợ cho cuộc đổ bộ lên Tinian vào ngày 24 tháng 7. Sau khi bắn pháo hỗ trợ các cuộc tấn công trên bờ cho đến khi hòn đảo được bình định vào ngày 1 tháng 8, chiếc tàu khu trục quay trở về Trân Châu Cảng cho một đợt đại tu ngắn.
Coghlan đi đến Manus vào ngày 8 tháng 10, rồi lên đường vào ngày 6 tháng 11 cho các chiến dịch tại quần đảo Philippine. Nó làm nhiệm vụ hộ tống vận tải từ vịnh Humboldt và Palau đến Leyte, cũng như hỗ trợ cho cuộc đổ bộ tại vịnh Ormoc vào các ngày 7 và 8 tháng 12, chống trả các cuộc tấn công hàng loạt của máy bay cảm tử kamikaze trong ngày đầu tiên.

### 1945
Vào ngày 9 tháng 1 năm 1945, Coghlan tiến vào vịnh Lingayen làm nhiệm vụ tuần tra và bảo vệ hỗ trợ cho các cuộc đổ bộ. Nó tiếp tục hoạt động tại vùng biển Philippines cho đến ngày 8 tháng 4, khi nó rời vịnh San Pedro, Philippines, quay trở về vùng bờ Tây cho một đợt đại tu. Chiếc tàu khu trục quay trở lại Trân Châu Cảng vào ngày 22 tháng 7, và đến ngày 26 tháng 8 đã đi đến Okinawa làm nhiệm vụ chiếm đóng, vận chuyển hành khách, thư tín và hàng hóa nhẹ giữa Okinawa và chính quốc Nhật Bản. Đến ngày 23 tháng 10, nó lên đường quay trở về nhà, đi ngang qua Trân Châu Cảng và San Diego, về đến Charleston, South Carolina vào ngày 2 tháng 12.
Sau khi được đại tu và một năm không hoạt động, Coghlan được cho xuất biên chế và đưa về lực lượng dự bị vào ngày 31 tháng 3 năm 1947. Tên nó được cho rút khỏi danh sách Đăng bạ Hải quân vào ngày 1 tháng 7 năm 1971, và nó bị bán để tháo dỡ vào năm 1974.

## Phần thưởng
Coghlan được tặng thưởng tám Ngôi sao Chiến trận do thành tích phục vụ trong Thế Chiến II.